# Convair 880 Lisa Marie Hound Dog I
Pour les articles homonymes, voir Convair 880 et Hound Dog.
Dimensions
Le Convair 880 Lisa Marie Hound Dog I est un jet privé de type Convair 880 de 1959, immatriculé N880EP, célèbre pour avoir appartenu à Elvis Presley de 1975 à sa disparation en 1977.

## Historique
Elvis Presley (surnommé « The King » ou « The King of rock 'n' roll ») acquiert en 1975 ce premier jet privé Convair 880 de 1959, de 96 places, ayant appartenu à la compagnie Delta Air Lines.

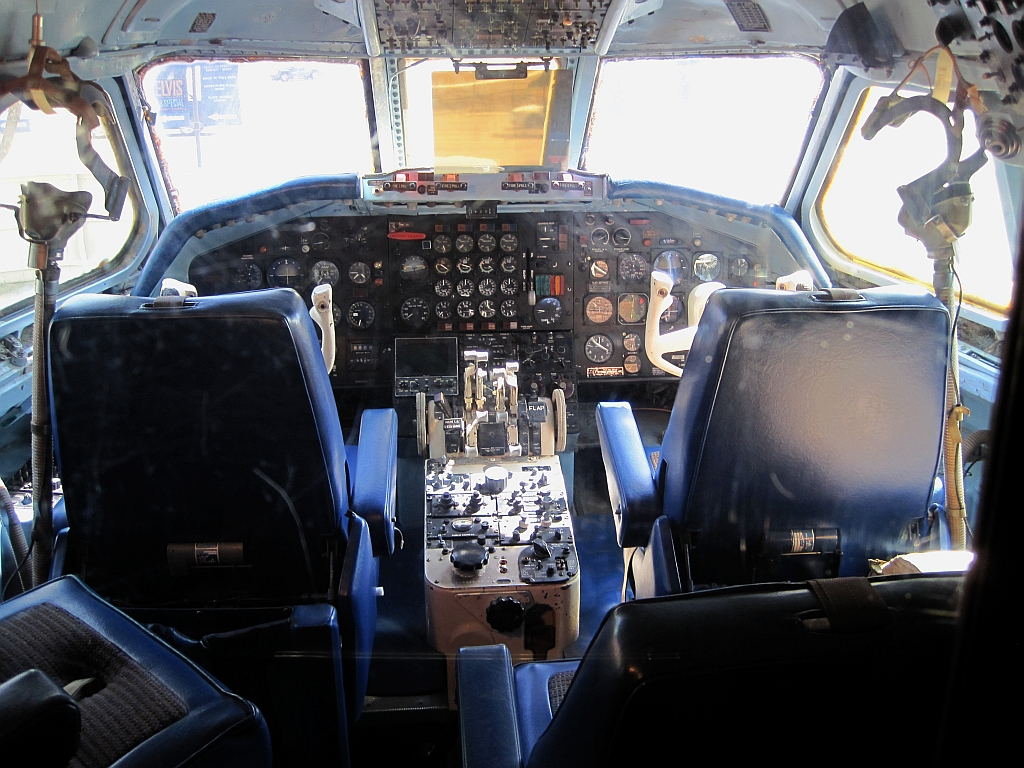
Cockpit
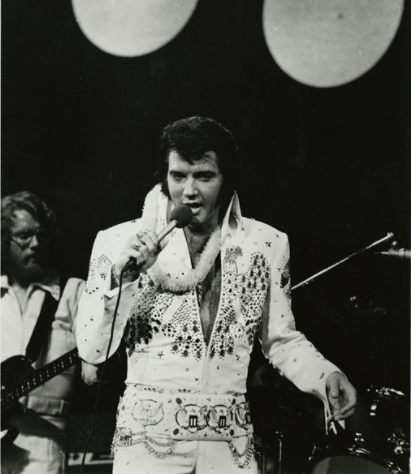
Elvis Presley en 1973
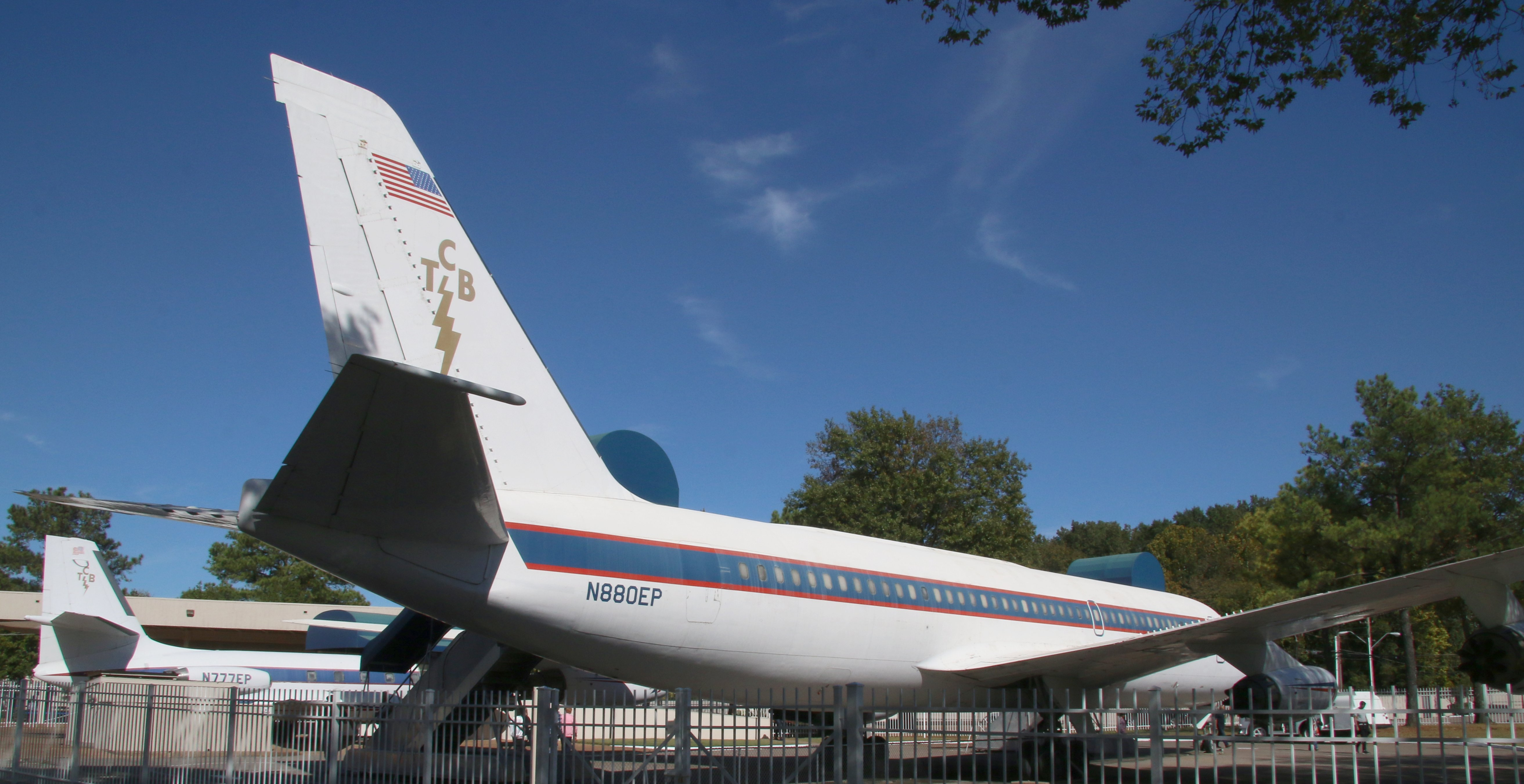
Vue arrière

Il le fait entièrement luxueusement réaménager et personnaliser pour 29 passagers, pour assurer ses trajets entre les concerts de ses tournées, ou pour ses déplacements privés, avec salons, bibliothèque, salle de conférence, chambre d'ami, chambre privée, dessing, et salles de bains. Il le baptise « Hound Dog I » d'après son tube de 1956 et « Lisa Marie » en l'honneur de sa fille, ou encore « Flying Graceland ».

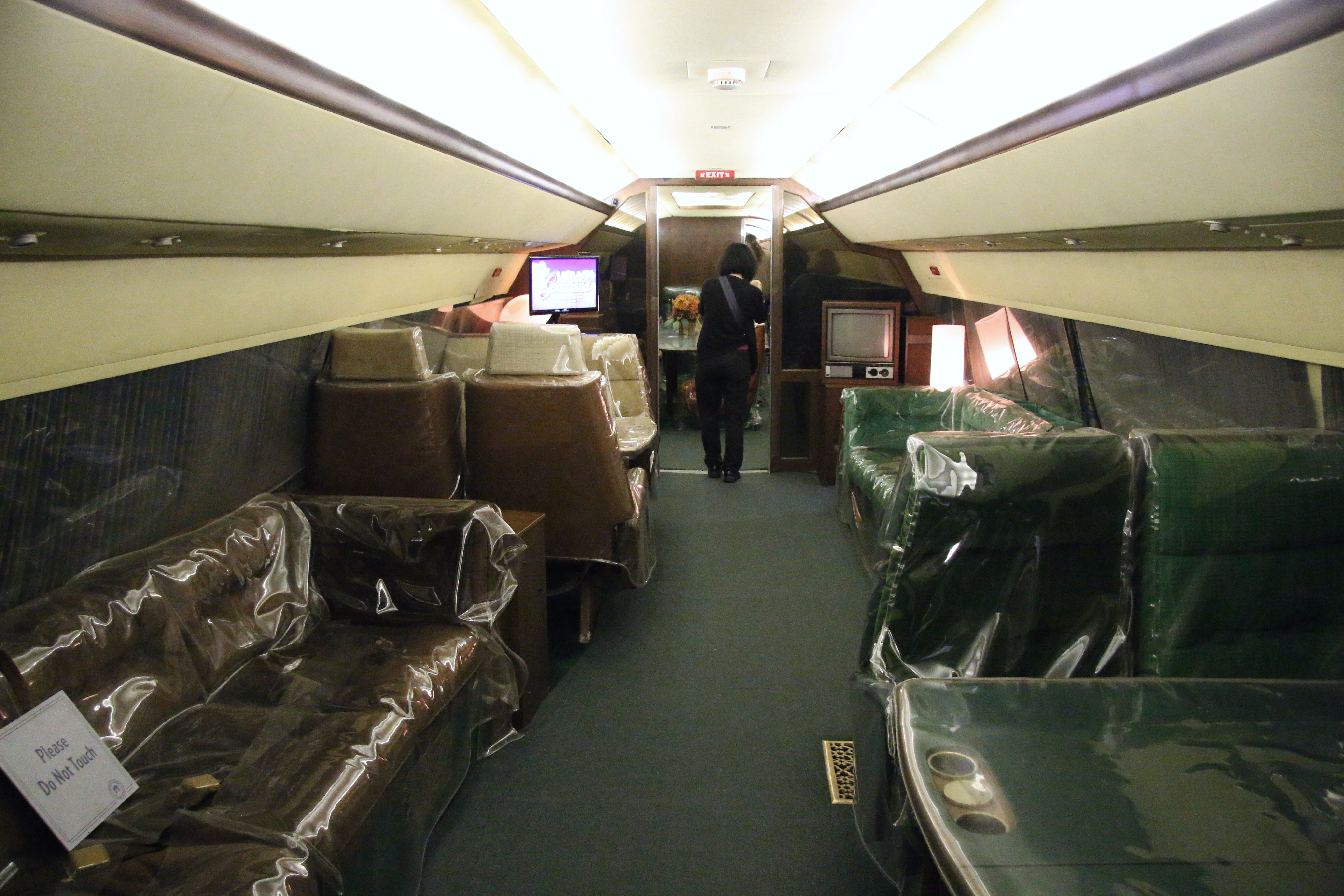
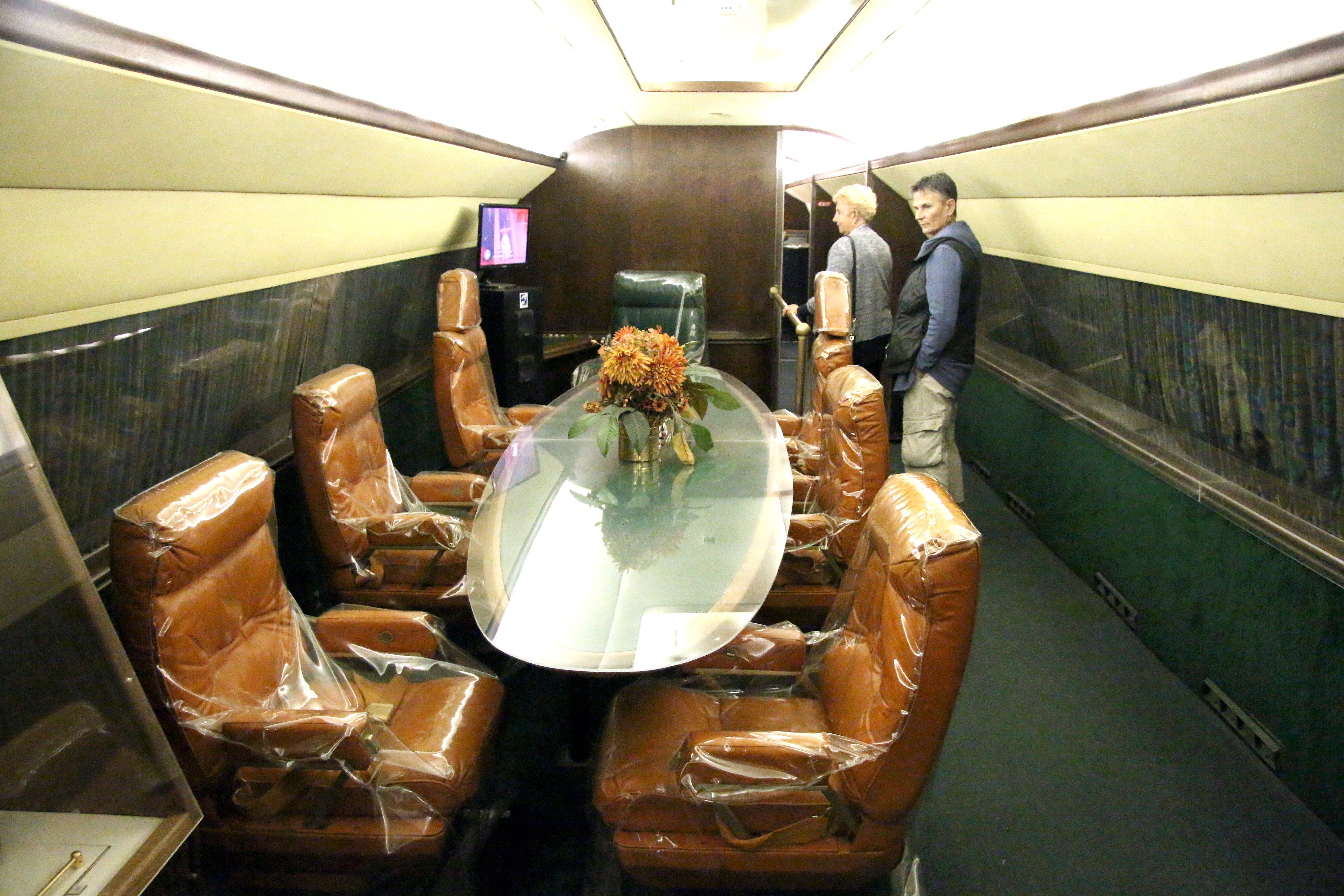
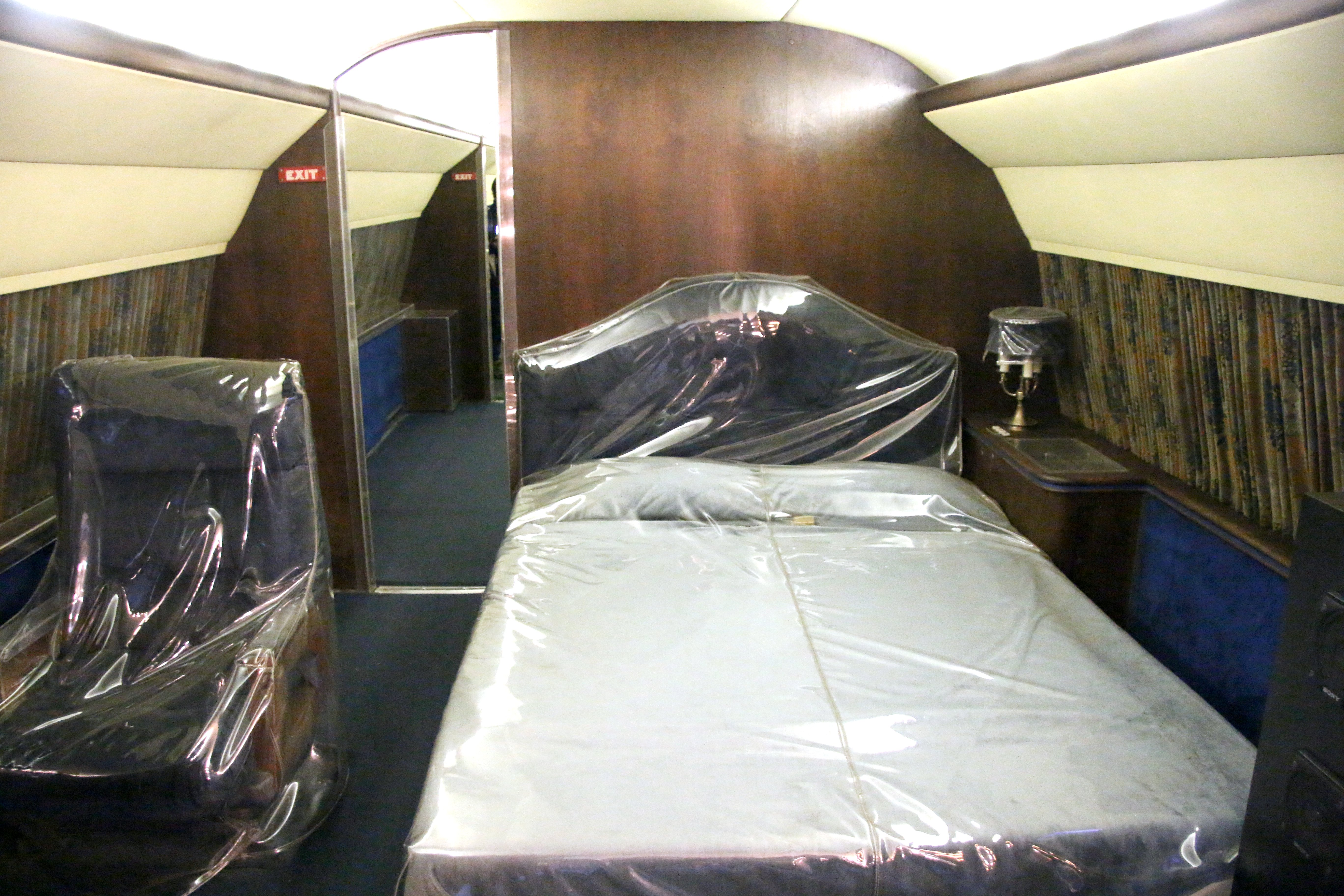

Elvis Presley acquiert cette même année un second jet privé Lockheed JetStar Hound Dog II de 1960, immatriculé N777EP, qu'il surnomme « Hound Dog II » (puis un second de 1962, du même modèle, immatriculé N440RM en 1976).
Les deux premiers avions Hound Dog I et II sont exposés en temps qu'avions-musées au musée Graceland de Memphis (Tennessee) depuis la disparition d'Elvis Presley en 1977. 

## Au cinéma
- 2022 : Elvis, de Baz Luhrmann, film biographique sur Elvis Presley.